# Dialeto huambense
Dialecto huambense é um dialecto da língua portuguesa falado na região do Huambo em Angola, (África).